# Josephine Bornebusch
Leyla Jerrie Josephine Zetterberg Bornebusch, född 12 september 1981 i Stockholm, är en svensk skådespelare, regissör och författare.

## Biografi
Bornebusch är dotter till krögaren Per Langöe-Christiansen och scenografen Cian Bornebusch samt dotterdotter till Peder Bornebusch. På moderns sida är hon halvsysterdotter till skådespelaren Claudia Galli Concha. Regissören Arne Bornebusch är hennes morfars far.
Bornebusch filmdebuterade som tvååring i Marie-Louise Ekmans Moderna människor (1983). Hon var under sin uppväxt aktiv i Vår teater och fick sitt genombrott som 18-åring i rollen som överklassflickan Madeleine Boisse de Blaque i TV-serien Rederiet (1999). Därefter har hon medverkat i flera filmer och TV-serier, däribland Järngänget, Hundtricket, Playa del Sol. Hon har på senare år gjort rollen som "Mickan" i TV-serien Solsidan (2010–) och sedan 2014 också i en av huvudrollerna i Welcome to Sweden.
År 2011 spelades Solsidans signatur "I'm So Happy" in med sång av Salem Al Fakir och Bornebusch.
Hon debuterade som filmregissör med Lasse-Majas detektivbyrå – Det första mysteriet (2018) och följde upp med tv-serien Älska mig (2019) som både manusförfattare, regissör och en av huvudrollsinnehavarna. Under 2020 skrev och regisserade hon långfilmen Orca, där hon även spelar en av rollerna. Filmen skrevs och spelades in på bara några veckor, efter att andra projekt blivit uppskjutna på grund av coronaviruspandemin. För filmmanuset nominerades Bornebusch och Gunnar A.K. Järvstad till Guldbaggen.
Bornebusch har även anlitats som regissör på internationella TV-serier som Bad Sisters (2022) och Baby Reindeer (2024).
År 2014 debuterade Josephine Bornebusch som författare, med ungdomsboken Född fenomenal.
Bornebusch nominerades till Dagens Nyheters kulturpris 2021 för Älska mig och Orca.
Hon har två barn tillsammans med sin make Erik Zetterberg, födda 2014 och 2016.

## Filmografi
- 1983 – Moderna människor
- 1998 – Golden Heart (musikvideo av Janne Kask)[12]
- 1999 – Rederiet (TV-serie)
- 1999 – Nya lögner
- 2000 – Vingar av glas
- 2000 – Hotel Seger (TV-serie)
- 2000 – Järngänget
- 2002 – Hundtricket
- 2003 – Paragraf 9 (TV-serie)
- 2007–2019 – Playa del Sol (TV-serie)
- 2007 – Kapten Sverige
- 2008 – Kung Fu Panda (röst)
- 2008 – Irene Huss – Den krossade tanghästen
- 2008 – Chihuahuan från Beverly Hills (röst som Cloe)
- 2008 – Oskyldigt dömd (TV-serie)
- 2008 – Elefantprinsessan (TV-serie) (röst som Alex)
- 2009 – Kenny Begins
- 2009 – Scener ur ett kändisskap
- 2009 – Kommissarien och havet – Den döende dandyn (TV-serie)
- 2009 – Så olika
- 2010–2021 – Solsidan (TV-serie)
- 2011 – Hotell Gyllene Knorren – filmen
- 2012 – Liv, lust och längtan (kortfilm)
- 2012 – NAV, Norway (TV-serie)
- 2012 – Prime Time
- 2012 – Den som söker
- 2013 – Små citroner gula
- 2014 – Welcome to Sweden (TV-serie)
- 2014 – Hallonbåtsflyktingen
- 2015 – Welcome to Sweden (TV-serie)
- 2016 – Bornebusch i tevefabriken (TV-serie)
- 2016 – Parlamentet (TV-serie)
- 2017 – Solsidan
- 2018 – Lasse-Majas detektivbyrå – Det första mysteriet (regi)
- 2019 – Älska mig (TV-serie; manus, regi, roll)
- 2020 – Orca (manus, regi, roll)
- 2022 – Harmonica (TV-serie; manus, regi, roll)
- 2024 – Baby Reindeer (TV-serie) (regi)
- 2024 – Släpp taget
- 2026 – The Storm

## Teater

### Roller (ej komplett)
| År   | Roll | Produktion             | Regi       | Teater  |
| ---- | ---- | ---------------------- | ---------- | ------- |
| 2012 | Ruth | Treater Alan Ayckbourn | Emma Bucht | Intiman |